# Astracme mucronata
Astracme mucronata är en ormstjärneart som först beskrevs av George Richard Lyman 1869.  Astracme mucronata ingår i släktet Astracme och familjen medusahuvuden. Inga underarter finns listade i Catalogue of Life.